# ابوالفضل بیهقی
ابوالفضل محمد بن حسین بیهقی (زاده شده در ۳۸۵ ه‍.ق / ۹۹۵ م/ ۳۷۴ ه‍.ش در حارث‌آباد بیهق (سبزوار امروزی) – فوت در ۴۷۰ ه‍.ق / ۱۰۷۷ م. در غزنین) تاریخ‌نگار و نویسنده ایرانی در دربار غزنوی است. شهرت او برای نگارش کتاب معروف به تاریخ بیهقی است که مهم‌ترین منبع تاریخی در مورد دوران غزنوی به‌شمار می‌رود. بسیاری ابوالفضل بیهقی را پدر تاریخ‌نویسی نوین می‌دانند.

## زندگی
در جوانی در شهر نیشابور که مرکز فرهنگی مهمی در آن عصر بود، به تحصیل پرداخت. پس از آن به «دیوان رسالت» دربار محمود غزنوی پیوست و ۱۹ سال زیر نظر استادش بونصر مشکان کار کرد و دستیار او شد. وظیفهٔ نگاهیهٔ رونوشت از نامه‌های مهم دربار برعهدهٔ بیهقی بود، بنابراین از سال ۴۱۲ تا ۴۷۰ هجری قمری (۱۰۲۱ تا ۱۰۷۷ میلادی) از نزدیک در جریان و شاهد روند امور در بخشی از دوران سلطنت محمود غزنوی و پس از آن در دوران سلطنت امیر محمد غزنوی، مسعود غزنوی اول، مودود غزنوی، مسعود غزنوی دوم، علی غزنوی (معروف به بهاءالدوله)، عبدالرشید غزنوی، طغرل غاصب، فرخزاد غزنوی و ظهیرالدوله ابراهیم غزنوی بود.
بیهقی به دلیل نزدیکی به کانون قدرت، اطلاع خوبی از رخدادهای عصر خود داشت. پس از مرگ بونصر مشکان در ۴۳۱ هجری قمری (۱۰۳۹ میلادی)، سلطان مسعود یکی از یاران خود به نام بوسهل زوزنی را به دبیری دیوان رسائل و بیهقی را به معاونت او منصوب کرد. بونصر مشکان به سلطان مسعود توصیه کرده بود که بیهقی را جانشین او کند و احمد بن عبدالصمد (وزیر) هم بیهقی را در حضور سلطان مسعود ستوده بود. گزارش شده است که مسعود در خلوت گفته اگر به خاطر جوانی بیهقی (۴۶ سال) نبود، او را به عنوان دبیر دیوان رسائل منصوب می‌کرد.
بوسهل زوزنی به اندازهٔ بونصر مشکان در کار خود مهارت نداشت و اخلاق و رفتارش هم تند و ناخوشایند بود، به طوری که بیهقی به‌عنوان معاونش هم از بدخلقی او در امان نبود. بیهقی نامهٔ محرمانهٔ استعفای خود را تقدیم سلطان مسعود کرد و خواست او را به شغل دیگری منصوب کند، اما سلطان مسعود بیهقی را تشویق کرد که به کار خود ادامه بدهد و به وزیرش دستور داد به بوسهل بگوید که باید در دیوان رسائل با بیهقی درست رفتار کند. تا زمانی که سلطان مسعود زنده بود، بوسهل با بیهقی محترمانه رفتار می‌کرد اما پس از آن رفتارش دوباره تغییر کرد. پس از مرگ سلطان مسعود در ۴۳۲ هجری قمری (۱۰۴۱ میلادی)، بیهقی با مشکلاتی مواجه شد که شاید بخشی از آن به علت نواقص خود او بود که خود نیز گاهی به این موضوع اذعان می‌کند.
در دوران سلطنت عبدالرشید غزنوی (۴۴۱ تا ۴۴۴ هجری قمری)، بیهقی به دبیری دیوان رسائل رسید اما مدت کوتاهی پس از آن برکنار شد. به گفتهٔ ابن فندق، بیهقی به خاطر عدم‌پرداخت مهریهٔ همسرش، توسط قاضی غزنه به حبس محکوم شد، اما محمد عوفی در کتاب جوامع الحکایات و لوامع الروایات ادعا می‌کند که علت حبس بیهقی، توطئه دشمنان او بوده است. به دستور سلطان عبدالرشید، برده‌ای به نام تومان (یا نویان یا یونان) اموال بیهقی را غارت کرد.
وقتی طغرل غاصب که بردهٔ فراری خانهٔ سلطان محمود بود به پادشاهی رسید و عبدالرشید غزنوی را کشت (۴۴۴ هجری قمری)، خادمان سلطان را در قلعه‌ای حبس کرد و بیهقی نیز از زندان به این قلعه منتقل شد. اما سلطنت طغرل تنها ۵۰ روز پایید و پس از آن به قتل رسید. غزنویان به سلطنت بازگشتند و بیهقی نیز آزاد شد.
به گفتهٔ ابن فندق، بیهقی در دوران سلطنت فرخزاد غزنوی (۴۴۴ تا ۴۵۱ هجری قمری) دبیر دیوان رسائل بوده و در پایان سلطنت فرخزاد، بیهقی هم از خدمت دربار بازنشسته شده و برای نوشتن کتاب تاریخ خود در شهر غزنه سکنی گزیده است. اما از اشارات خود بیهقی در کتاب، به نظر نمی‌رسد که او در دربار فرخزاد کار کرده باشد. در واقع، او به روشنی می‌گوید که طی آن سال‌ها مشغول کار روی کتاب تاریخ خود بوده است. به گفتهٔ صدرالدین حسینی در کتاب اخبار الدوله السلجوقیه، بیهقی متن معاهدهٔ صلح (کتاب الصلح) بین چغری بیک سلجوقی و غزنویان را در اواخر سلطنت فرخزاد غزنوی تهیه کرده، بنابراین ممکن است که بیهقی پس از برکناری و حبس در دوران سلطنت عبدالرشید غزنوی، دوباره دعوت به کار شده باشد. به هر حال، متن تاریخ بیهقی به‌روشنی نشان می‌دهد که او در سنین پیری تا زمان مرگش در ۴۷۰ قمری (۱۰۷۷ میلادی)، خود را کاملاً وقف نوشتن کرده بوده است.

## تاریخ بیهقی
مشهورترین اثر بیهقی، تاریخ بیهقی است که تنها بخش باقی‌مانده از آن، دورهٔ سلطان مسعود غزنوی اول (۴۲۱ تا ۴۳۲ هجری قمری) را روایت می‌کند.
ابن فندق می‌گوید که «تاریخ آل محمود» (تاریخ بیهقی) به زبان فارسی نوشته شده و از نخستین روزهای سبکتگین تا آغاز سلطنت ابراهیم غزنوی را شرح می‌دهد و بیش از سی مجلد دارد. ابن فندق برخی جلدهای کتاب را در کتابخانهٔ سرخس دیده و برخی جلدهای دیگر را در مجموعه‌های شخصی خاتون مهدعراق (دختر ملکشاه سلجوقی) در نیشابور و چند جلد دیگر را در جاهای دیگر، اما کل این اثر را ندیده است. بر اساس این اشارات و متن خود کتاب، می‌توان حدس زد که بیهقی تاریخ کامل سلسله غزنویان را نوشته بوده که اولین جلد آن، «تاریخ ناصری» به تبع نام ناصرالدین سبکتگین (پایه‌گذار سلسله غزنوی) نام داشته یا بعدها به این نام شناخته شده است. این حدس با این واقعیت تأیید می‌شود که محمد عوفی در کتاب جوامع الحکایات و لوامع الروایات، دو ماجرا را از «تاریخ ناصری» نقل می‌کند که مربوط به نخستین روزهای امیر سبکتگین و پیش از تولد محمود غزنوی است. سه جلد بعدی کتاب به نام «تاریخ یمینی» یا «مقامات محمودی»، قاعدتاً باید مربوط به دورهٔ سلطنت محمود غزنوی بوده باشد. باز هم ابن فندق اشاره می‌کند که بیهقی ۶۷ بار بارش برف در سال ۴۰۰ هجری قمری در نیشابور را گزارش داده و در پی آن در سال ۴۰۱ هجری قمری قطحی آمده است. بخش‌های باقیمانده از تاریخ بیهقی (جلد ۵ تا ۱۰) مربوط به دورهٔ سلطان مسعود غزنوی است و به نام «تاریخ مسعودی» شناخته می‌شود، هرچند که نام اغلب چاپ‌های کتاب صرفاً «تاریخ بیهقی» گذاشته می‌شود. اما قسمت‌هایی از همین بخش باقی‌مانده از کتاب هم از دست رفته است. برای مثال، جلد نهم کتاب با روایت شکست سلطان مسعود از سلجوقیان و قصد او برای رفتن به هند پایان می‌گیرد و نویسنده اعلام می‌کند که کتاب دهم شامل دو بخش مربوط به خوارزم و جبال، لشکرکشی مسعود به هند، و پایان دوران او خواهد بود. اما آنچه از کتاب دهم باقی مانده فقط شامل بخش مربوط به خوارزم است که از «المُسامَرة فی اخبار خوارزم» (اثر گمشده ابوریحان بیرونی) برداشت شده است. قسمتی از جلد پنجم کتاب هم ممکن است از دست رفته باشد.
در دورهٔ بعد از مرگ سلطان مسعود، بیهقی در گزارش‌های خود به وقوع سیل در غزنه و بازسازی شهر و قلعهٔ آن به دست عمرو لیث صفاری اشاره می‌کند. سی جلد کتاب تاریخ بیهقی، دست‌کم ۴۲ سال از عصر غزنویان را پوشش می‌داده است: چهار جلد اول شامل «تاریخ ناصری» و «تاریخ یمینی»؛ جلد پنجم تا دهم شامل «تاریخ مسعودی» (تنها بخش باقی‌مانده از کتاب، هرچند به نظر می‌رسد که قسمت‌هایی از جلد پنجم و دهم نیز از دست رفته باشد)؛ و جلد یازدهم تا سی‌ام شامل نوزده سال سلطنت دوم امیرمحمد غزنوی، سلطنت مسعود غزنوی دوم، سلطنت علی غزنوی (معروف به بهاءالدوله)، سلطنت عبدالرشید غزنوی و سلطنت فرخزاد غزنوی، تا آغاز سلطنت ابراهیم غزنوی (۴۳۲ هجری قمری). بیهقی به مرگ زودهنگام فرخزاد و جانشینی ابراهیم در ۱۹ صفر ۴۵۱ هجری قمری (۶ آوریل ۱۰۵۹) اشاره کرده و می‌افزاید که در آن روز مشغول نگارش تاریخ بوده است.

## روز ملی نثر پارسی
در گاه‌شمار رسمی ایران روز اول آبان‌ماه به یاد این نویسنده و تاریخ‌نگار بزرگ ایرانی با عنوان روز ملی نثر پارسی به ثبت رسیده است. هر سال هم‌زمان با این روز همایش‌ها و مراسم مختلفی برگزار می‌شود. مهم‌ترین برنامه‌ها در سازمان ارشاد و در شهر سبزوار زادگاه بیهقی برگزار می‌گردد.
اوّل آبان، درتقویم ملّی، به نام روز ملّی بزرگداشت ابوالفضل بیهقی( پدرنثر فارسی) ثبت شده است.
از اوّل آبان ۱۳۸۶ تاکنون، سیزده دوره ازاین همایش های ادواری در سطح ملی و بین المللی برگزارشده است.